# Sorbiers, Loire
Sorbiers este o comună în departamentul Loire din sud-estul Franței. În 2009 avea o populație de 7.571 de locuitori.

## Evoluția populației
| An        | 1975  | 1982  | 1990  | 1999  | 2006  | 2009  |
| --------- | ----- | ----- | ----- | ----- | ----- | ----- |
| Populație | 5.464 | 6.424 | 7.101 | 7.399 | 7.556 | 7.571 |